# Arnie Teves
Arnolfo "Arnie" Alipit Teves Jr. (nascido em 10 de agosto de 1971) é um político e empresário filipino. Mais recentemente, atuou como deputado do 3.º distrito de Negros Oriental, de 2016 até sua expulsão em 2023. Também atuou como vice-presidente da Câmara dos Representantes das Filipinas de 2020 a 2022 no 18.º Congresso.
Nascido em uma família política de Negros Oriental, Teves ingressou na política em 2010 como capitão do barangay de Malabugas, em Bayawan. Como presidente da Liga ng mga Barangay da província, atuou como membro ex officio do Conselho Provincial de Negros Oriental de 2011 a 2016. Nas eleições de 2016, conquistou a cadeira no Congresso deixada por seu irmão mais novo, Pryde Henry. Na Câmara dos Representantes, Teves apoiou a Guerra às Drogas e o encerramento da ABS-CBN.
Em 4 de março de 2023, o governador de Negros Oriental, Roel Degamo, foi assassinado. Dois dos suspeitos presos apontaram um certo "Congressista Teves" como o mentor do assassinato. Teves tinha uma rivalidade política com Degamo, mas negou seu envolvimento no assassinato e estava no exterior na época. Teves se recusou a retornar às Filipinas, alegando uma "ameaça gravíssima" à sua vida e à de sua família. Após inicialmente suspendê-lo, a Câmara dos Representantes expulsou Teves por unanimidade em agosto de 2023, tornando-o o primeiro congressista a ser expulso desde o estabelecimento da Quinta República (1986). Mais tarde naquele mês, o Departamento de Justiça apresentou acusações de assassinato contra Teves, e um mandado de prisão foi emitido por um tribunal de Manila. O Conselho Antiterrorismo também o designou como terrorista, e um Alerta Vermelho da Interpol foi emitido contra ele. Em março de 2024, Teves foi preso pela polícia local em Timor-Leste, onde havia tentado buscar asilo político. Ele foi libertado em junho de 2024, mas sua extradição para as Filipinas estava em andamento. Posteriormente, foi deportado de Timor-Leste em maio de 2025.